# Heterosoma elephas
Heterosoma elephas är en skalbaggsart som beskrevs av Charles A. Alluaud 1903. Heterosoma elephas ingår i släktet Heterosoma och familjen Cetoniidae. Inga underarter finns listade i Catalogue of Life.